# Michael Gallagher
Michael Gallagher es un guitarrista estadounidense, mejor conocido por su trabajo con la banda de post-metal Isis. Se unió a la banda en 1999 para comenzar las grabaciones de su primer álbum Celestial, siendo miembro previamente de la banda Cast Iron Hike. Tiene un proyecto de ambient conocido como MGR (Mustard Gas & Roses); bajo este seudónimo ha lanzado dos álbumes.

## Equipamiento
Gallagher utiliza una guitarra Les Paul Custom '78, la cual consiguió en eBay, además de un amplificador Fryette Sig:x. Cuando tocaba con Isis, normalmente afinaba su guitarra en Dropped B (B-F#-B-E-G#-C#), como su compañero Aaron Turner.

## Discografía

### conCast Iron Hike
- Watch it Burn (1997)
- Cast Iron Hike (1998)

### WithIsis
- Mosquito Control (1998), Escape Artist Records
- The Red Sea (1999), Second Nature Recordings
- Sawblade (1999), Tortuga Recordings
- Isis / Pig Destroyer (2000) (Split con Pig Destroyer), Relapse Records
- Celestial (2000), Escape Artist Records
- SGNL>05 (2001), Neurot Recordings
- Oceanic (2002), Ipecac Recordings
- Panopticon (2004), Ipecac Recordings
- In the Fishtank 14 (2006) Split con Aereogramme, Konkurrent
- In the Absence of Truth (2006), Ipecac Recordings
- Wavering Radiant (2009), Ipecac Recordings
- Melvins / Isis (2010) (Split con Melvins), Hydra Head Records

### como MGR
- Nova Lux (2006)
- Wavering on the Cresting Heft (2007)
- 22nd of May [OST] (2010)[5]